# 1892 no cinema

## Principais filmes estreados
- A Hand Shake, de William K.L. Dickson
- Boxing, de William K.L. Dickson
- Fencing, de William K.L. Dickson (não creditado)
- Le Clown et ses Chiens, de Charles-Émile Reynaud
- Le Prince de Galles, de Louis Lumière
- Man on Parallel Bars, de William K.L. Dickson
- Pauvre Pierrot, de Charles-Émile Reynaud
- Un bon bock, de Charles-Émile Reynaud
- Wrestling, de William K.L. Dickson

## Nascimentos
| Data | Nome | Profissão | Nacionalidade | Observações | Ref |
| ---- | ---- | --------- | ------------- | ----------- | --- |

## Mortes
| Data | Nome | Profissão | Nacionalidade | Observações | Ref |
| ---- | ---- | --------- | ------------- | ----------- | --- |